# Richelieu (Indre-et-Loire)
Pour les articles homonymes, voir Richelieu.
Richelieu est une commune française située dans le département d’Indre-et-Loire, en région Centre-Val de Loire.
Ville neuve édifiée entre 1631 et 1642, elle porte l’empreinte de son fondateur et commanditaire, le cardinal de Richelieu, et constitue un témoignage remarquable de l’urbanisme du XVIIe siècle. « Cité idéale » dessinée par le célèbre architecte Jacques Lemercier, elle est basée sur un plan en damier sur le modèle des villes romaines ou des bastides médiévales. Elle s’articule autour de deux places, la place Royale et la place du Cardinal, et est ceinte de remparts et de portes monumentales. C’est aujourd’hui un site patrimonial de premier plan, inscrit dans un périmètre de protection et bénéficiant d’un plan de sauvegarde et de mise en valeur depuis 1997.
Aux confins de la Touraine, de l'Anjou et du Poitou, la cité est aujourd’hui limitrophe du département de la Vienne et de la région Nouvelle-Aquitaine.

## Géographie
Richelieu est située au sud de Chinon, à l'ouest de Sainte-Maure-de-Touraine dans le Parc naturel régional Loire-Anjou-Touraine. En outre, la ville richelaise appartient au canton de Sainte-Maure-de-Touraine, lequel prend place au sein de l'arrondissement Chinonnais, dans le département d'Indre-et-Loire, dans le Centre-Val de Loire.
La commune la plus proche est Chaveignes, dont le lieu-dit la Coupure du Parc touche immédiatement l'accès est de la ville. Chaveignes est situé à 4,1 kilomètres au nord-est.
Vient ensuite Braye-sous-Faye, à 4,7 kilomètres. Il faut noter que le parc du château s'étend jusqu'à ces différentes communes, la Coupure du Parc (comme son nom l'indique) au nord, Braye-sous-Faye au sud et un troisième village : Braslou à l'est.
La ville de Richelieu est limitrophe du département de la Vienne et de la région Nouvelle-Aquitaine ; il faut d'ailleurs noter que l'on parlait de Richelieu « en Poitou » avant le découpage actuel des départements (cf. Histoire de la Ville) ; les communes limitrophes de Richelieu du côté sud et ouest sont situées dans le département de la Vienne. Nueil-sous-Faye au sud-ouest et Pouant à 4 à l'ouest.
Au nord de Richelieu, se trouve la commune de Champigny-sur-Veude, à 6 kilomètres via la départementale 749.

### Communes limitrophes
| Pouant (Vienne)          | Champigny-sur-Veude | Chaveignes      |
| Pouant (Vienne)          | Richelieu           | Chaveignes      |
| Nueil-sous-Faye (Vienne) | Braye-sous-Faye     | Braye-sous-Faye |

### Lieux-dits et écarts
- « Le Poteau » : ce lieu-dit, dont le toponyme est probablement associé à un poteau antérieurement planté le long de la route dite de la « Québrie », se situe dans les marges septentrionales de la commune richelaise[3]. En outre, il est distant d'environ 150 mètres de la ville de Champigny-sur-Veude, localisée au Nord, et se trouve longé par la route départementale 749 reliant Chinon à Richelieu, à l'Est[3]. Les cadastres d'époques révolutionnaire et napoléonienne ont été les premiers documents officiels faisant état de ce lieu-dit[3].

### Hydrographie

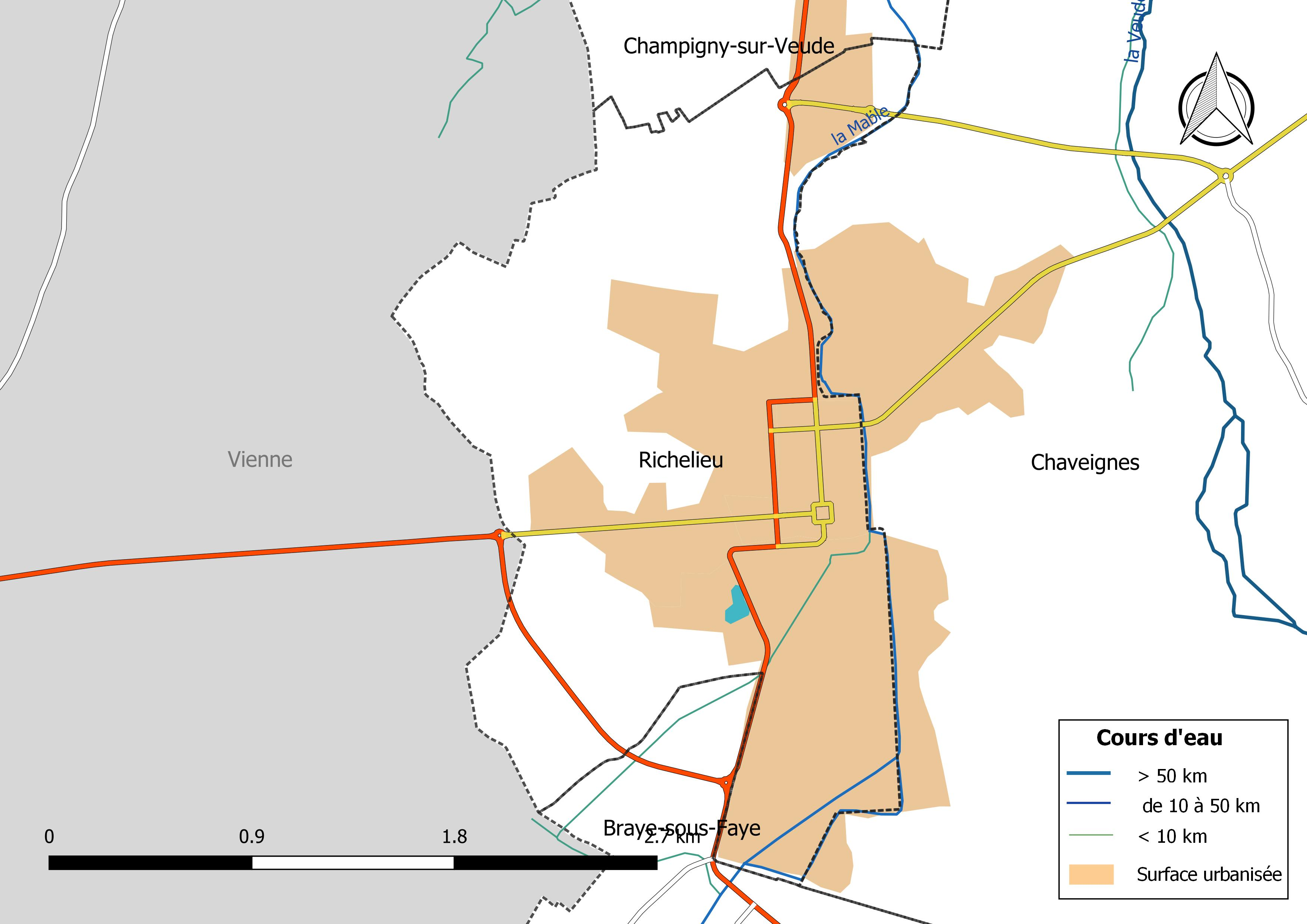
Réseau hydrographique de Richelieu.

Le réseau hydrographique communal, d'une longueur totale de 2,96 km, comprend un cours d'eau notable, la Mable (1,709 km), et deux petits cours d'eau pour certains temporaires,.
La Mable, d'une longueur totale de 25,3 km, prend sa source à une altitude de 137 m sur la commune d'Orches et se jette dans la Veude à Champigny-sur-Veude, à 43 m d'altitude, après avoir traversé 9 communes.
Sur le plan piscicole, la Mable est classée en deuxième catégorie piscicole. Le groupe biologique dominant est constitué essentiellement de poissons blancs (cyprinidés) et de carnassiers (brochet, sandre et perche).

### Relief et géologie
La commune, à l'instar de ses environs immédiats, se développe au sein d'une dépression topographique, laquelle est encadrée par une série de plateaux dont l'altitude est supérieure à 100 mètres.
La partie septentrionale de la commune repose sur une assise géologique constituée de sables de type glauconieux, à composante argileuse, de couleur rousse et dont la formation résulte de la période du Cénomanien (début du Crétacé supérieur, ère secondaire). Cette couche stratigraphique possède une composante argileuse complétée par la présence de marnes.

## Climat
Le climat de Richelieu est de type tempéré océanique sans saison sèche et à été tempéré (Cfb) selon la classification de Köppen-Geiger. La station météorologique la plus proche est celle de Courcoué :
| Mois                                             | jan.          | fév.            | mars            | avril           | mai           | juin          | jui.            | août            | sep.            | oct.            | nov.            | déc.            | année         |
| ------------------------------------------------ | ------------- | --------------- | --------------- | --------------- | ------------- | ------------- | --------------- | --------------- | --------------- | --------------- | --------------- | --------------- | ------------- |
| Température minimale moyenne (°C)                | 2,5           | 2,2             | 4,1             | 5,9             | 9,4           | 12,5          | 14,1            | 14,1            | 11,3            | 9,2             | 5,4             | 2,9             | 7,8           |
| Température moyenne (°C)                         | 5,3           | 5,9             | 8,8             | 11,3            | 15            | 18,4          | 20,4            | 20,4            | 17              | 13,3            | 8,6             | 5,7             | 12,5          |
| Température maximale moyenne (°C)                | 8,1           | 9,5             | 13,5            | 16,7            | 20,5          | 24,4          | 26,8            | 26,7            | 22,7            | 17,5            | 11,9            | 8,5             | 17,2          |
| Record de froid (°C) date du record              | −16,6 17.1985 | −14,5 12.2012   | −11,5 01.2005   | −4 12.1978      | −1 03.1979    | 2,8 02.1975   | 6 04.1974       | 4,5 28.1974     | 1,4 19.1977     | −3,6 30.1997    | −8,1 21.1993    | −14,5 30.1985   | −16,6 1985    |
| Record de chaleur (°C) date du record            | 17 15.1975    | 24,1 27.2019    | 25,2 30.2017    | 32,6 30.2005    | 34,6 27.2005  | 41,2 29.2019  | 41,8 23.2019    | 41,5 10.2003    | 36,2 14.2020    | 29 01.1985      | 22,3 08.2015    | 18,5 07.2000    | 41,8 2019     |
| Précipitations (mm)                              | 61            | 48              | 48,6            | 52,7            | 62,5          | 53,4          | 46,7            | 51,6            | 52,9            | 69,2            | 71,9            | 69,9            | 688,4         |
| Record de pluie en 24 h (mm) date du record      | 31 01-01-2018 | 25,5 14-02-1985 | 31,5 26-03-1980 | 33,5 28-04-2012 | 40 31-05-2008 | 96 29-06-1992 | 50,4 13-07-2021 | 61,5 31-08-2015 | 38,5 01-09-1975 | 39,5 02-10-2001 | 48,5 30-11-2003 | 35,5 03-12-1992 | 96 29-06-1992 |
| dont nombre de jours avec précipitations ≥ 1 mm  | 11,4          | 10,1            | 9,6             | 9,5             | 9,8           | 8,2           | 7,1             | 6,9             | 7,8             | 10,5            | 12,2            | 12,2            | 115,4         |
| dont nombre de jours avec précipitations ≥ 5 mm  | 4,1           | 3,2             | 3,7             | 3,4             | 4,2           | 3,2           | 2,6             | 3               | 3,5             | 4,6             | 4,7             | 4,9             | 45,1          |
| dont nombre de jours avec précipitations ≥ 10 mm | 1,3           | 0,9             | 1,1             | 1,2             | 1,8           | 1,4           | 1,3             | 1,6             | 1,5             | 2,3             | 1,9             | 2               | 18,3          |

| Diagramme climatique                                  |          |             |             |             |              |              |              |              |             |             |            |
| J                                                     | F        | M           | A           | M           | J            | J            | A            | S            | O           | N           | D          |
| 8,12,561                                              | 9,52,248 | 13,54,148,6 | 16,75,952,7 | 20,59,462,5 | 24,412,553,4 | 26,814,146,7 | 26,714,151,6 | 22,711,352,9 | 17,59,269,2 | 11,95,471,9 | 8,52,969,9 |
| Moyennes : • Temp. maxi et mini °C • Précipitation mm |          |             |             |             |              |              |              |              |             |             |            |

### Climat
Pour des articles plus généraux, voir Climat du Centre-Val de Loire et Climat d'Indre-et-Loire.
En 2010, le climat de la commune est de type climat océanique altéré, selon une étude du CNRS s'appuyant sur une série de données couvrant la période 1971-2000. En 2020, Météo-France publie une typologie des climats de la France métropolitaine dans laquelle la commune est toujours exposée à un climat océanique altéré et est dans la région climatique  Moyenne vallée de la Loire, caractérisée par une bonne insolation (1 850 h/an) et un été peu pluvieux. 
Pour la période 1971-2000, la température annuelle moyenne est de 11,7 °C, avec une amplitude thermique annuelle de 14,8 °C. Le cumul annuel moyen de précipitations est de 662 mm, avec 10,5 jours de précipitations en janvier et 6,5 jours en juillet. Pour la période 1991-2020, la température moyenne annuelle observée sur la station météorologique de Météo-France la plus proche, sur la commune de Courcoué à 6 km à vol d'oiseau, est de 12,5 °C et le cumul annuel moyen de précipitations est de 688,4 mm,. Pour l'avenir, les paramètres climatiques de la commune estimés pour 2050 selon différents scénarios d'émission de gaz à effet de serre sont consultables sur un site dédié publié par Météo-France en novembre 2022.

## Urbanisme

### Typologie
Au 1er janvier 2024, Richelieu est catégorisée bourg rural, selon la nouvelle grille communale de densité à sept niveaux définie par l'Insee en 2022.
Elle appartient à l'unité urbaine de Richelieu, une agglomération intra-départementale regroupant deux  communes, dont elle est ville-centre,,. La commune est en outre hors attraction des villes,.

### Occupation des sols
L'occupation des sols de la commune, telle qu'elle ressort de la base de données européenne d’occupation biophysique des sols Corine Land Cover (CLC), est marquée par l'importance des territoires agricoles (53,5 % en 2018), en diminution par rapport à 1990 (56,2 %). La répartition détaillée en 2018 est la suivante : terres arables (45,2 %), zones urbanisées (22,9 %), espaces verts artificialisés, non agricoles (20,6 %), zones agricoles hétérogènes (4,6 %), prairies (3,7 %), zones industrielles ou commerciales et réseaux de communication (3 %). L'évolution de l’occupation des sols de la commune et de ses infrastructures peut être observée sur les différentes représentations cartographiques du territoire : la carte de Cassini (XVIIIe siècle), la carte d'état-major (1820-1866) et les cartes ou photos aériennes de l'IGN pour la période actuelle (1950 à aujourd'hui).

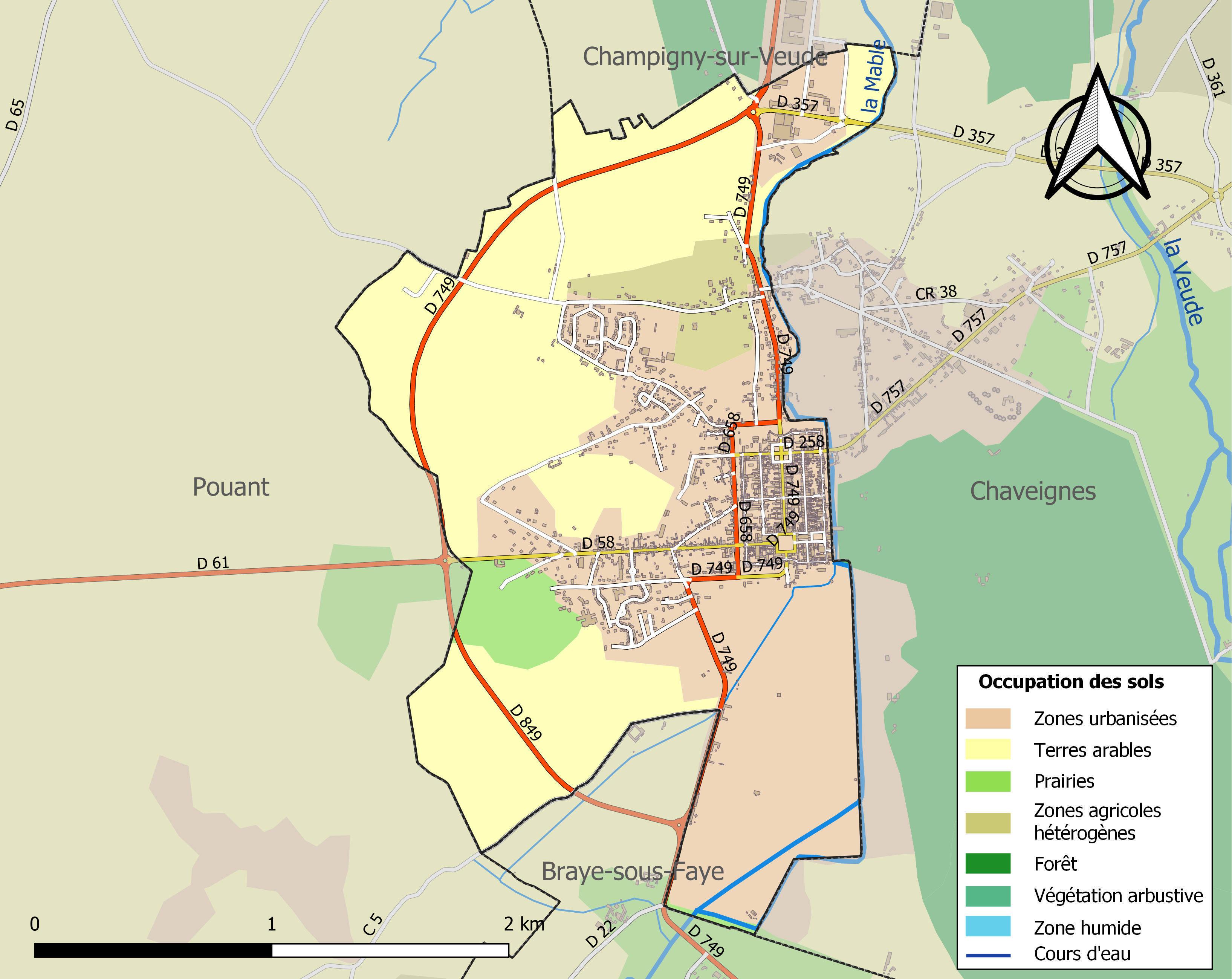
Carte des infrastructures et de l'occupation des sols de la commune en 2018 (CLC).

### Risques majeurs
Le territoire de la commune de Richelieu est vulnérable à différents aléas naturels : météorologiques (tempête, orage, neige, grand froid, canicule ou sécheresse) et séisme (sismicité modérée). Un site publié par le BRGM permet d'évaluer simplement et rapidement les risques d'un bien localisé soit par son adresse soit par le numéro de sa parcelle.

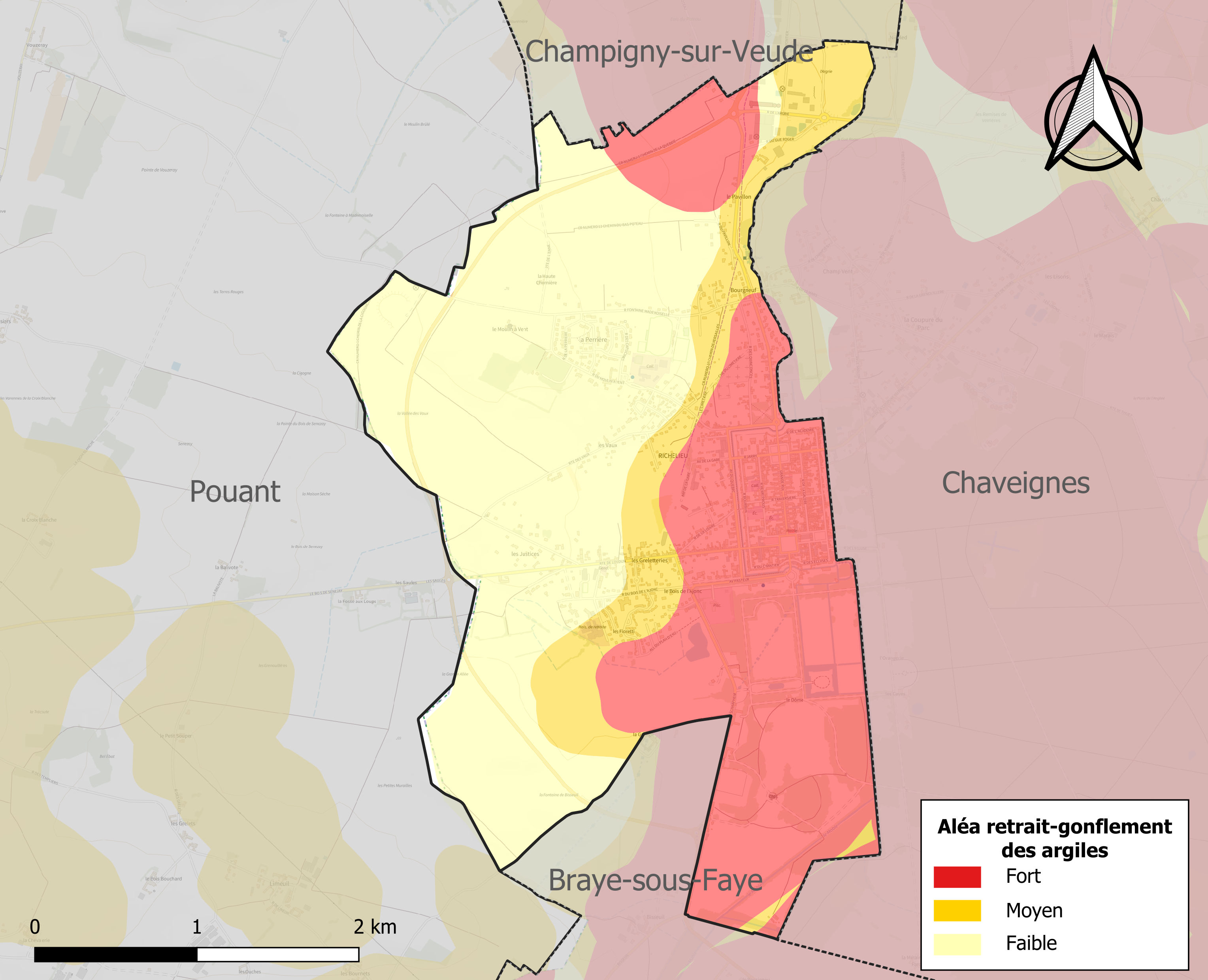
Carte des zones d'aléa retrait-gonflement des sols argileux de Richelieu.

Le retrait-gonflement des sols argileux est susceptible d'engendrer des dommages importants aux bâtiments en cas d’alternance de périodes de sécheresse et de pluie. 51,6 % de la superficie communale est en aléa moyen ou fort (90,2 % au niveau départemental et 48,5 % au niveau national). Sur les 1 048 bâtiments dénombrés sur la commune en 2019, 823 sont en aléa moyen ou fort, soit 79 %, à comparer aux 91 % au niveau départemental et 54 % au niveau national. Une cartographie de l'exposition du territoire national au retrait gonflement des sols argileux est disponible sur le site du BRGM,.
Concernant les mouvements de terrains, la commune a été reconnue en état de catastrophe naturelle au titre des dommages causés par des mouvements de terrain en 1999.

## Toponymie
Richelieu tire son nom de son fondateur, le cardinal de Richelieu, qui commande sa création au XVIIe siècle.

## Histoire

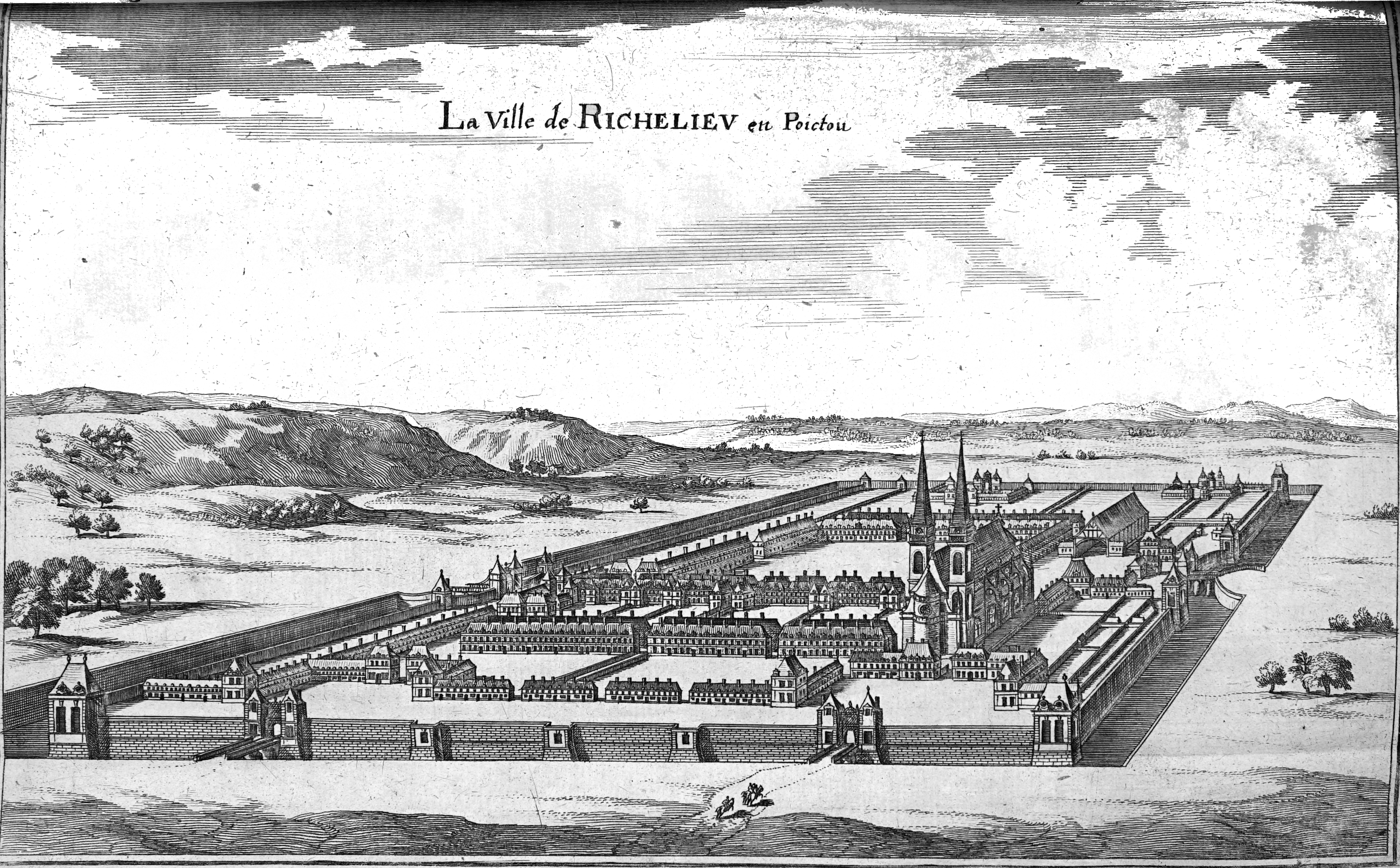
La ville présentée dans Topographia Galliæ en 1657, bibliothèque Carnegie (Reims).

Quelques témoignages matériels, mis en évidence lors de prospections archéologiques, révèlent que le territoire de Richelieu aurait connu une présence humaine dès la période du Néolithique.
Au Haut Moyen Âge, Richelieu se révèle être le lieu d'implantation d'un site funéraire. Cette nécropole, d'époque mérovingienne, est localisée au lieu-dit du « Poteau ». Le cimetière, constitué d'une trentaine de sépultures à sarcophages ou en pleine terre, et dont les fouilles ont permis de retrouver un riche ensemble de mobiliers funéraires, connaît une utilisation jusqu'au Bas Moyen Âge.
Richelieu était d'abord un fief appartenant aux Mosson (famille locale : Guillaume, cité en 1224 ; Jean, cité en 1250, père de François, fl. en 1280 ; Hélie, fl. 1330 ; autre Guillaume, cité en 1360 ; Pierre de Mosson, dont l'héritière Gillette de Mosson épouse Jean de Clérambault et lui transmet Richelieu : fl. 1407), puis aux Clérambault/Clérembault/Clairembault, importante famille de la noblesse poitevine/angevine qui possédait notamment Beçay (Bessay, Bessé : à Saint-Léger-de-Montbrillais), Le Plessis-Clérambault à St-Rémy, le Clairambault au Grand-Montrevault, la Plesse (à Avrillé et Saint-Clément-de-la-Place), Chantebuzin (Champ de Buzin à Grand'Landes plutôt que Chantebuzin à Reffannes), Palluau, etc. (Gilles, fils desdits Jean et Gillette, cité en 1408, † vers 1440 ; son fils Louis de Clérembault, maître d'hôtel de Marie d'Anjou, était le frère de Perrine ci-après — et donc l'oncle maternel de François  Ier du Plessis — et le mari sans postérité de Marie Sanglier ; ladite Marie Sanglier était elle-même la belle-mère de François du Plessis car elle avait d'abord marié Jacques Éveillechien, d'où Renée Éveillechien, femme de François). 
Au XVe siècle, Perrine de Clérambault avait épousé Geoffroi du Plessis (1422-après 1477),, : ils sont des ancêtres directs, à la 5e génération, du cardinal de Richelieu ; Beçay et Richelieu furent donnés en décembre 1488 par Louis de Clérambault, sans descendance directe, à son neveu François Ier du Plessis, fils aîné de Geoffroi du Plessis et Perrine de Clairambault, et trisaïeul du cardinal. Le manoir de Richelieu avait été reconstruit et fortifié vers 1435 par les Clérembault.
Quant aux du Plessis, ancêtres du cardinal en lignée masculine, leur berceau était au Plessis en Angles et Néons ; ils étaient aussi seigneurs des Breux à Angles, de la Valinière à Neuilly, la Vervolière et la Chappellière à Coussay-les-Bois, Haulmont à Usseau, Coussay en Mirebalais, etc.
La fondation de la ville richelaise, qui s'est effectuée au cours du XVIIe siècle, semble résulter d'une « création ex nihilo ».
Après avoir racheté le village de ses ancêtres, le cardinal de Richelieu confie à l'architecte Jacques Lemercier, concepteur de la Sorbonne et du Palais-Cardinal (actuel Palais-Royal à Paris), la tâche de concevoir et de réaliser un château et une ville nouvelle, manifeste de son pouvoir et de son ambition. Il venait en effet d'obtenir de Louis XIII l'autorisation de bâtir « un bourg clos de murailles et de fossés et de bâtir une halle ». Autorisation était également faite d'y établir quatre foires annuelles et deux marchés par semaine. Par ailleurs, soucieux de parer à toute concurrence en termes de réalisation architecturale ou témoignage historique, il rachète à Gaston d'Orléans le château voisin de Champigny et le fait raser (à l'exception notable de sa Sainte-Chapelle).

Richelieu
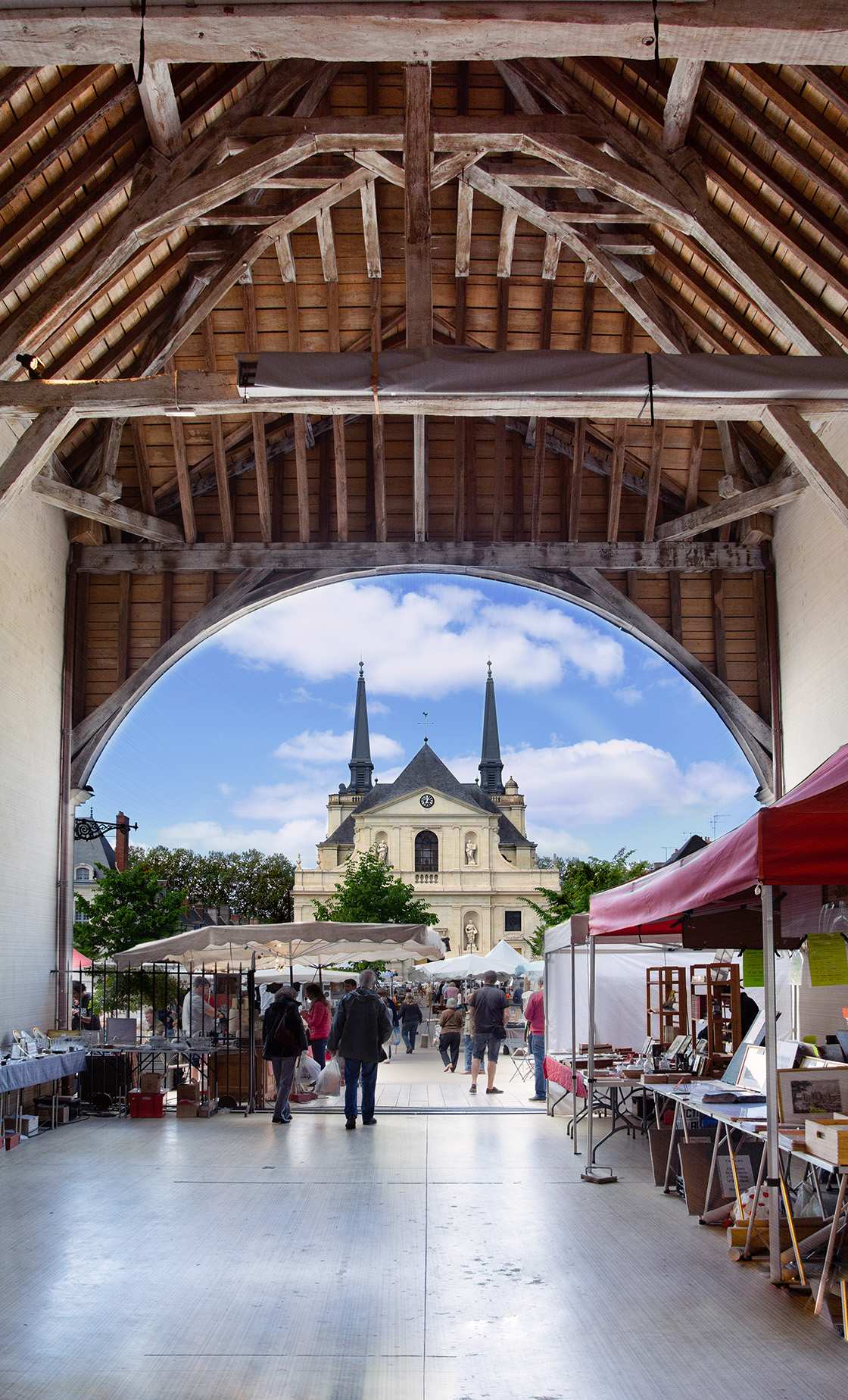
l'église vue depuis les halles
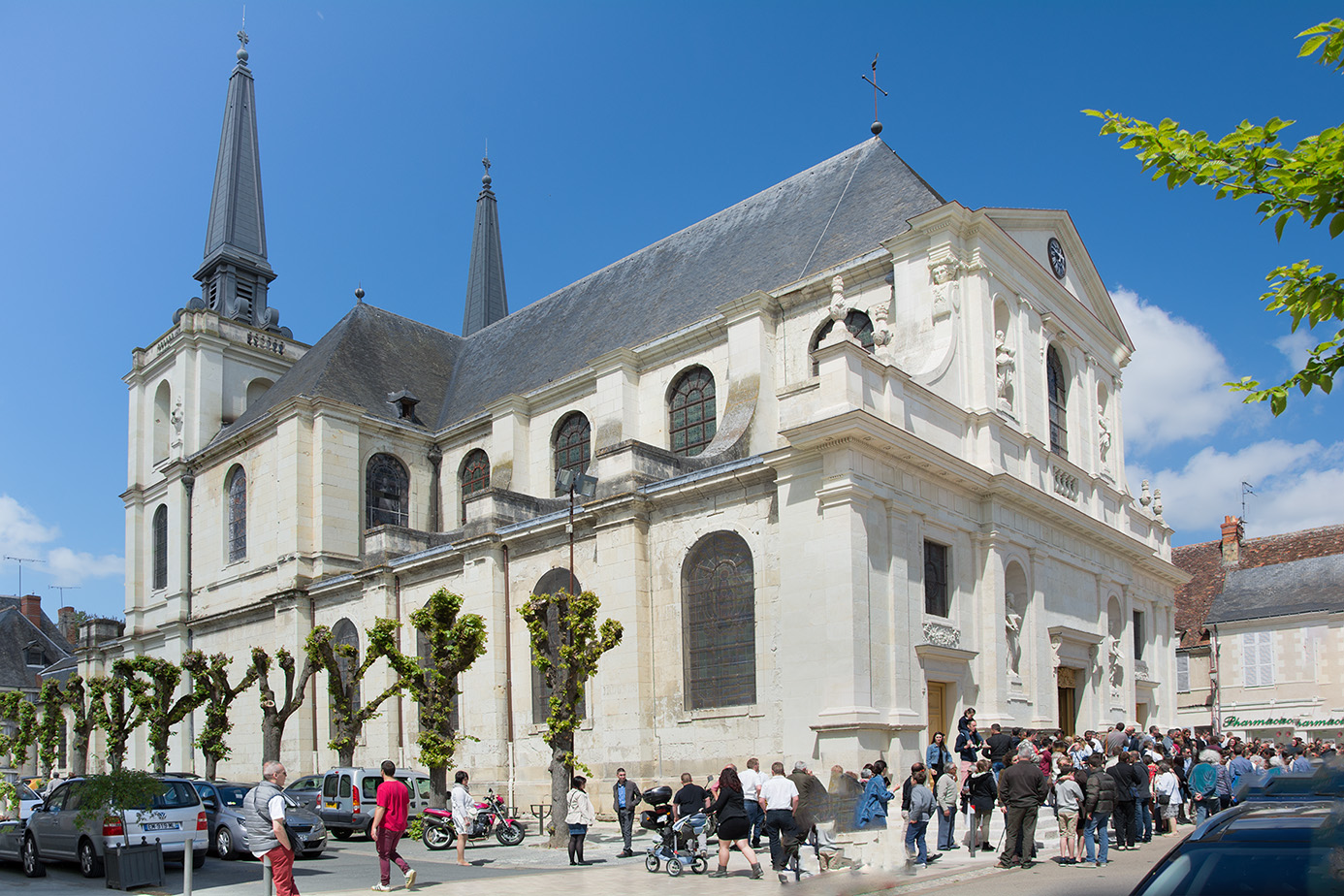
l'église vue depuis la rue
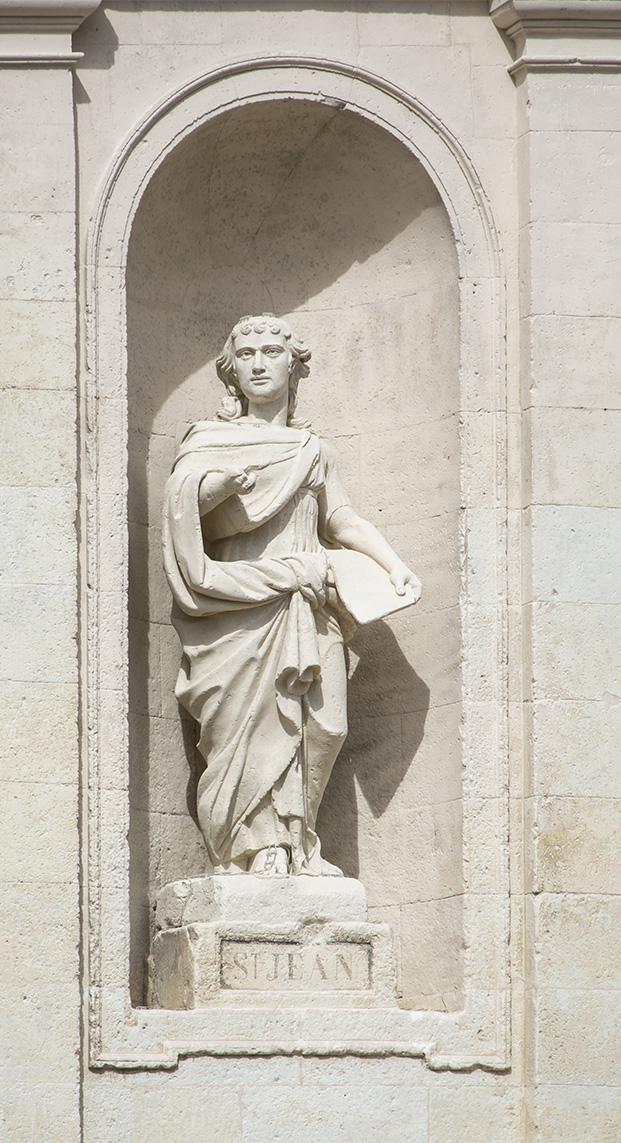
Saint Jean
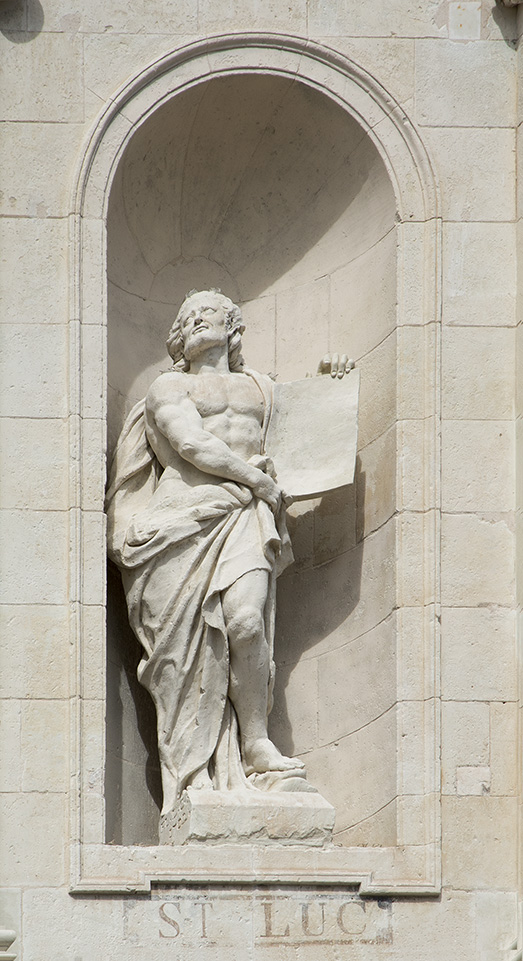
Saint Luc
l'église depuis la place

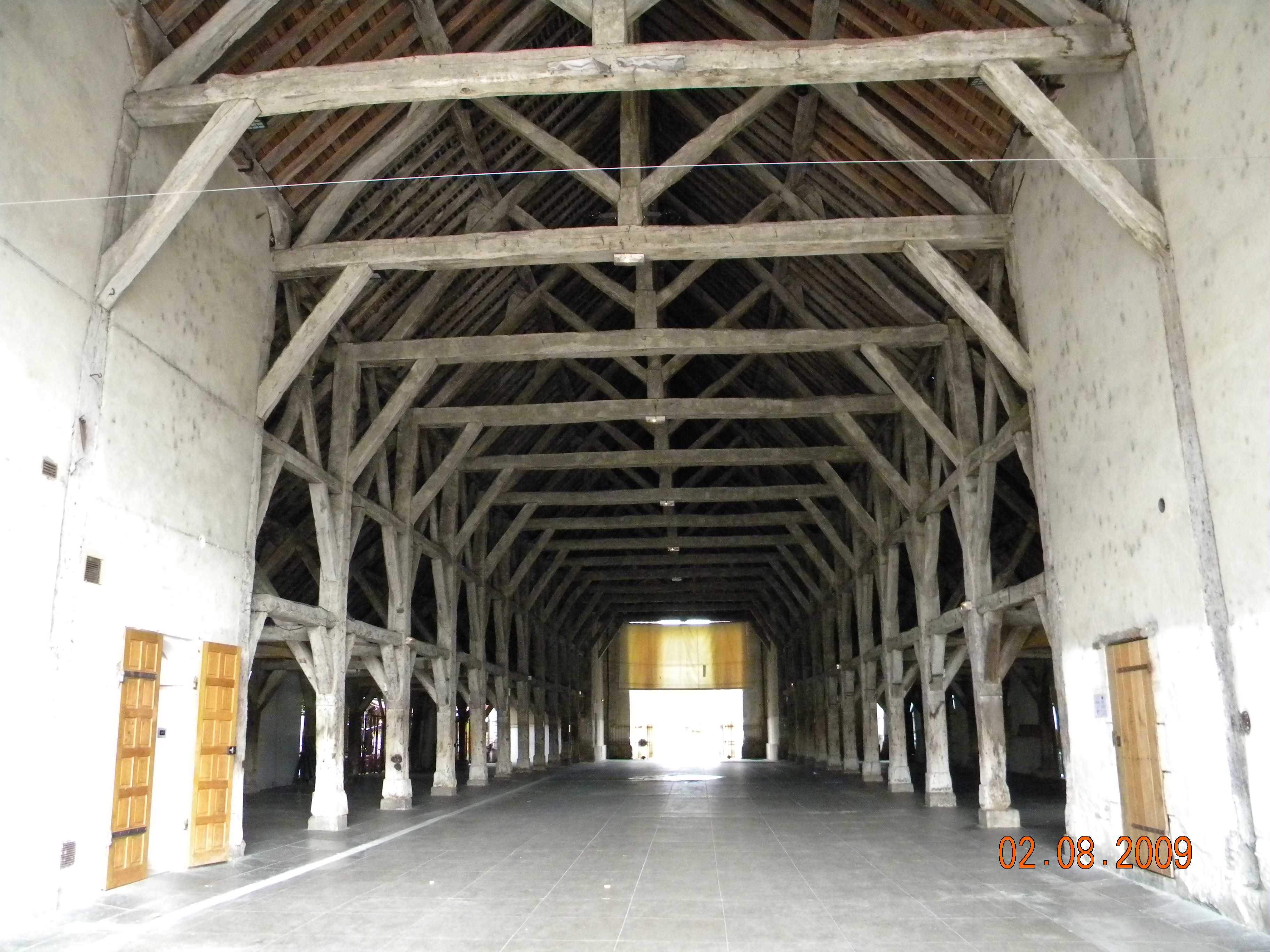
La halle couverte.

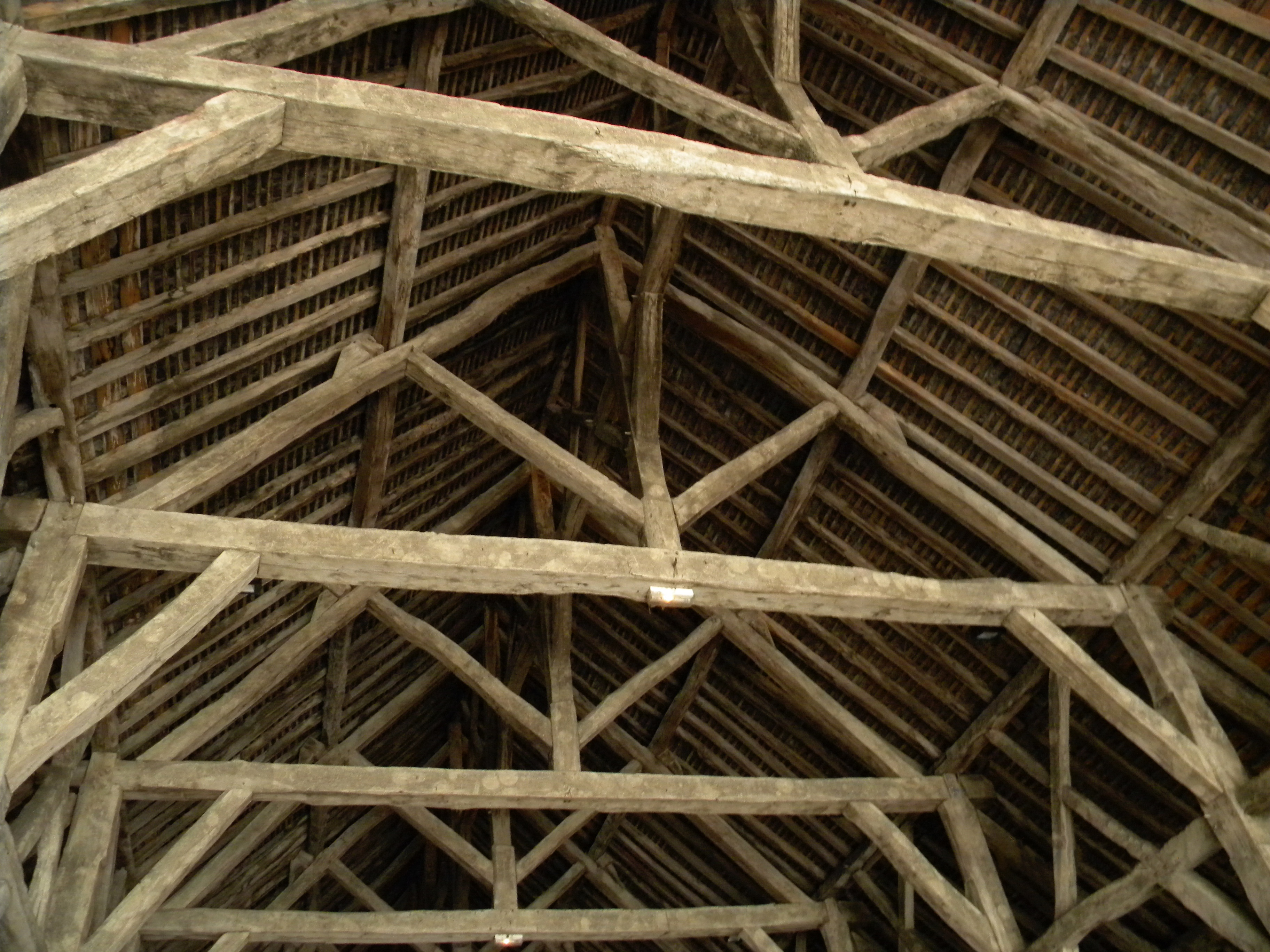
Détail de la charpente de la halle couverte.

La sénéchaussée de Saumur en Anjou au XVIIIe siècle.

La construction de l'ensemble s'étala de 1631 à 1642, date de la mort du cardinal, et mobilisa plus de 2 000 ouvriers. La ville, organisée sur un plan hippodamien, représente une surface rectangulaire de 700 mètres de long sur 500 mètres de large. Ceinte de murs et de douves, elle est accessible par trois portes monumentales, une quatrième, factice, est construite pour respecter la symétrie de l'ensemble. Jean de La Fontaine loua « la magnificence et la grandeur » du château, qu'il qualifia de « plus beau village de l'univers ».
Le plan urbain s'articule autour de deux places symétriques : la place Royale (actuelle place des Religieuses) et la place du Cardinal (actuelle place du Marché), sur laquelle sont regroupés le presbytère, l'auditoire (actuellement la mairie), la halle couverte et les commerces.
Afin d'en assurer le peuplement rapide, le cardinal exempte la ville d'impôts. En contrepartie, les acquéreurs des parcelles constructibles cédées gratuitement s'engagent à y construire dans les deux ans un « pavillon » ou une maison selon les « plans et devis déposés au greffe » de la ville, tout en étant obligés de prendre pour entrepreneur l'un des deux choisis par le cardinal : MM. Thiriot ou Barbet. Un registre précis des transactions est tenu, ce qui permet aux historiens de connaître aujourd'hui la liste des propriétaires originels de la ville, des notables proches de Richelieu qui regrettent leur investissement à la mort du cardinal puisque leurs hôtels qui valaient initialement 10 000 livres ne se vendaient plus que 2 000 livres.
La ville de Richelieu est rattachée à la sénéchaussée de Saumur. On y installe également, dès la fondation de la ville, l'un des seize « greniers à sel » (tribunal spécial destiné à juger les litiges sur la gabelle) que compte l'Anjou.
À la mort du cardinal en 1642, la ville est un temps désertée, Les hôtels de la Grande Rue, délaissés par leurs propriétaires, ne sont rachetés qu'à la fin du XVIIe siècle par les familles de la région. Au siècle suivant, placée sous la protection des ducs de Richelieu, la ville devient prospère et sa population augmente. En 1793 sont recensés 3 205 habitants. Le château est transformé par le maréchal de Richelieu, Louis-François Armand de Vignerot (1696-1788), et mis au goût du jour.
En 1790, lors de la convocation des états généraux, les représentants de la ville de Richelieu siégeront avec ceux de Mirebeau dans la délégation de Saumur au sein de la généralité de Tours. La même année, Richelieu est séparée du Saumurois pour intégrer le tout nouveau département d'Indre-et-Loire.

## Économie
L'entreprise Arts et Meubles de France, plus gros fabricant français de meubles copie d'ancien, employait 150 personnes sur un site de 10 000 m2 au nord de la commune. Créée en 1981, elle a fermé ses portes en 2012.
Le principal employeur de Richelieu est un spécialiste de la restauration de bâtiments anciens qui regroupe 123 personnes dans ses deux entités Franck Beun Habitat et Franck Beun Edifice.

## Transports
- Réseau régional Rémi (Autocars)

Géré par la région Centre-Val de Loire et exploité par Transdev Touraine, le réseau Rémi (anciennement Touraine Fil Vert) permet de relier Richelieu à de multiples communes via les lignes H2 et TE.
Un service Rémi + à la demande est également disponible, à destination de Chaveignes.

## Politique et administration

### Liste des maires successifs
| Période  | Période  | Identité              | Étiquette    | Qualité |
| -------- | -------- | --------------------- | ------------ | --- |
| 1789     | 1791     | Jean René Torterue    |              | |
| 1791     | 1801     | Jean François Palteau |              | |
| 1801     | 1812     | Jean Delamothe        |              | |
| 1812     | 1815     | Armand Jahan          |              | |
| 1815     | 1826     | Charles Martin        |              | |
| 1826     | 1830     | Louis Torterue        |              | |
| 1830     | 1834     | René Froget           |              | |
| 1834     | 1835     | André Delamothe       |              | |
| 1835     | 1846     | M. Ragonneau          |              | |
| 1846     | 1867     | François Delassus     |              | |
| 1867     | 1875     | Pierre Paul Hulin     | Centre droit | Négociant, sous-préfet, député à l'Assemblée nationale (1871-1875) |
| 1875     | 1882     | Léonide Froget        |              | |
| 1882     | 1885     | Jules Lunet           |              | |
| 1885     | 1888     | Henry Jarry           |              | Conseiller général (1886-1888) |
| 1888     | 1898     | Paul Orillard         |              | |
| 1898     | 1919     | Eugène Bridel         | Radical      | Conseiller général (1899-1919) |
| 1919     | 1925     | Charles Perrot        |              | |
| 1925     | 1937     | Oscar Pichereau       |              | |
| 1937     | 1946     | Fernand Moulin        |              | Vétérinaire |
| 1946     | 1958     | Louis Sevestre        | DVD          | Médecin, ancien député de la Vienne (1928-1932), chevalier de la Légion d'honneur |
| 1958     | 1989     | Marcel Fortier        | RPR          | Médecin, conseiller général d'Indre et Loire (1958-1985), (1965-1992) chevalier de la Légion d’honneur |
| 1989     | 1995     | Gabriel Coquerie      | DVD          | Pharmacien, conseiller général (1992-1997) |
| 1995     | 2001     | Robert Dereux         |              | Médecin |
| 2001     | 2008     | Pierre Gravel         |              | Notaire, chevalier de l'ordre national du Mérite |
| 2008     | mai 2020 | Hervé Novelli         | UMP-LR       | Ancien député d'Indre et Loire (1993-1997, 2002-2012) Ancien conseiller régional (2010-2015), ancien secrétaire d'État (2007-2010) ancien chef d'entreprise, ancien député européen (1999-2002), ancien conseiller général (1997-2004) |
| mai 2020 | En cours | Étienne Martegoutte   | LR           | Cadre du secteur public |

## Population et société

### Démographie
L'évolution du nombre d'habitants est connue à travers les recensements de la population effectués dans la commune depuis 1793. Pour les communes de moins de 10 000 habitants, une enquête de recensement portant sur toute la population est réalisée tous les cinq ans, les populations de référence des années intermédiaires étant quant à elles estimées par interpolation ou extrapolation. Pour la commune, le premier recensement exhaustif entrant dans le cadre du nouveau dispositif a été réalisé en 2008.

En 2022, la commune comptait 1 620 habitants, en évolution de −7,69 % par rapport à 2016 (Indre-et-Loire : +1,67 %, France hors Mayotte : +2,11 %).
| 1793  | 1800  | 1806  | 1821  | 1831  | 1836  | 1841  | 1846  | 1851  |
| ----- | ----- | ----- | ----- | ----- | ----- | ----- | ----- | ----- |
| 3 205 | 3 152 | 3 117 | 2 817 | 2 782 | 2 914 | 2 820 | 2 660 | 2 649 |

| 1856  | 1861  | 1866  | 1872  | 1876  | 1881  | 1886  | 1891  | 1896  |
| ----- | ----- | ----- | ----- | ----- | ----- | ----- | ----- | ----- |
| 2 593 | 2 601 | 2 641 | 2 542 | 2 418 | 2 423 | 2 471 | 2 364 | 2 318 |

| 1901  | 1906  | 1911  | 1921  | 1926  | 1931  | 1936  | 1946  | 1954  |
| ----- | ----- | ----- | ----- | ----- | ----- | ----- | ----- | ----- |
| 2 305 | 2 281 | 2 124 | 1 957 | 1 861 | 1 698 | 1 782 | 1 915 | 2 051 |

| 1962  | 1968  | 1975  | 1982  | 1990  | 1999  | 2006  | 2008  | 2013  |
| ----- | ----- | ----- | ----- | ----- | ----- | ----- | ----- | ----- |
| 2 004 | 2 214 | 2 444 | 2 433 | 2 223 | 2 165 | 1 993 | 1 950 | 1 803 |

| 2018  | 2022  | - | - | - | - | - | - | - |
| ----- | ----- | - | - | - | - | - | - | - |
| 1 678 | 1 620 | - | - | - | - | - | - | - |

### Enseignement

#### École maternelle
- École maternelle Jean-de-La-Fontaine

#### Écoles primaires
- Ecole Armand Jean du Plessis-Ecole du Socle (les deux anciennes écoles ont fusionné en une seule école élémentaire)
- École privée primaire du Sacré-Cœur

#### Collèges
- Collège le Puits de la Roche
- Collège privé du Sacré-Cœur

#### Lycées les plus proches
Il n'existe pas de lycée à Richelieu. Les établissements les plus proches sont les suivants :
- LEAP la Perrière - La Roche Rigault (La Roche-Rigault) ;
- Lycée professionnel Marc-Godrie (Loudun) ;
- Lycée Guy-Chauvet (Loudun) ;
- Lycée Rabelais (Chinon) ;
- Section d'enseignement professionnel du lycée Rabelais (Chinon) ;
- Lycée privé Saint-Joseph (Chinon) ;
- Lycée d'Enseignement Professionnel Joseph-Cugnot (Chinon).

### Santé
EHPAD Marcel Fortier (Établissement Hospitalier pour Personnes Âgées Dépendantes) a été créé en 1970 (8 rue du Bois-de-l'Ajonc). Établissement accueillant 95 personnes.
Depuis octobre 2011, la ville est dotée d'une maison de santé, installée route de Loudun. Elle accueille trois médecins, deux dentistes, deux infirmiers, un kinésithérapeute et une psychologue.

### Culte
Le culte catholique est représenté à Richelieu par la paroisse Saint Vincent-de-Paul (doyenné de Chinon, diocèse de Tours). Les offices ont lieu dans l'église Notre-Dame-de-l'Assomption.

## Culture locale et patrimoine

### Lieux et monuments
Du fait de son caractère unique et relativement bien préservé, cette « cité idéale » du XVIIe siècle fait l'objet de mesures de protection architecturales. La ville comprise à l'intérieur des remparts et comprenant 28 hôtels particuliers est inscrite depuis un arrêté du 27 février 1962, avec un périmètre de protection de 500 mètres au-delà des remparts. De plus, un plan de sauvegarde et de mise en valeur (PSMV) a été mis en place le 20 novembre 1997, aboutissement d'une récente prise de conscience par les habitants de la commune de la qualité et de la valeur de leur ville.

#### Château
L'élément principal de cette ville était le château du Cardinal. Il se situait dans l'actuel parc de la ville. Louis XIV visita le château à deux reprises en 1650 et en 1660 et à plusieurs reprises, il fit des offres d'achat du château, à la duchesse d'Aiguillon (nièce du cardinal-duc) qui refusa systématiquement. Il a été vendu par la famille des Du Plessis en 1805 à Alexandre Boutron qui revendra la quasi-totalité des pierres conduisant à la disparition d'un des plus grands châteaux du XVIIe siècle. 

#### Parc
Le parc de la ville de Richelieu abrite quatre vestiges de l'ancien château : l'entrée d'honneur, le dôme (ancien manège à chevaux, restauré en 2019), la cave et l'orangerie. Sur l'actuelle roseraie s'élevait, à l'origine, le cœur du château contenant la Grande galerie des Batailles, les appartements du cardinal en parfaite symétrie des appartements du roi Louis XIII, les appartements de son épouse Anne d'Autriche et les appartements de ses dames d'honneur. De nos jours, le parc appartient à la Sorbonne ainsi qu'à la communauté de communes.

#### Musée
Le musée de la ville se situe au premier étage de l'Hôtel de ville, à l'emplacement du palais de justice au XVIIe siècle. Il a été créé en 1961 et remodelé en 2011 pour accueillir l'exposition « Richelieu à Richelieu » qui se déroulait sur trois sites simultanément, Orléans, Tours et Richelieu. Il renferme plusieurs bustes, tableaux (dont le siège de La Rochelle), de la faïence de Moustiers ayant appartenu au château et à ses différents propriétaires.

#### Enceinte
L'enceinte et ses portes monumentales entourent la ville. Richelieu comprend trois vraies portes (de Châtellerault, de Loudun et de Chinon) et trois fausses portes afin de garantir la symétrie et l'esthétique voulues par le cardinal. L'ensemble est classé monument historique en 1879 et inscrit en 1992.

#### Hôtels particuliers de la Grande rue et 28 Grande rue
Les 28 hôtels particuliers étaient réservés aux nobles et amis du cardinal. C'est lui qui leur a fait don des terrains afin de construire leurs demeures. Parmi les 28 hôtels particuliers, 27 sont inscrits à l'Inventaire supplémentaire des monuments historiques, un seul, le numéro 28, est directement classé. Ce dernier a été racheté et restauré par Gérard Klein puis vendu à la ville. Il accueille un centre d'interprétation retraçant, sous format vidéo, l'histoire du cardinal de Richelieu, de la ville ainsi qu'une reconstitution du château. Le bâtiment s'élève sur deux étages. Lors de la saison estivale, les trois salles du deuxième étage sont réservées aux expositions artistiques et historiques. De plus, cet hôtel particulier est le seul qui n'ait pas connu de modifications depuis sa construction.

#### Église Notre-Dame
Édifiée par Pierre Lemercier, selon les plans de son frère Jacques Lemercier dans le style classique entre 1633 et 1639, elle s'inscrit dans le grand plan d'urbanisme mené par le cardinal à partir de 1631. En 1638, le cardinal passe un accord avec les Lazaristes pour qu'ils se chargent de tenir la paroisse. Le même année, Pierre Lemercier se tue en tombant d'un échafaudage. Ses plans et élévations s'inscrivent parfaitement dans la manière de bâtir les églises au début du XVIIe siècle, à la suite des modèles italiens, que Lemercier contribue à adapter au goût français. Les statues des quatre évangélistes sont commandées en 1761 au sculpteur Fleurant Lecomte. La Révolution supprime les autels et les armoiries du cardinal, en particulier au fronton et au dessus de la porte principale, mais aussi à l'intérieur de l'église. L'église abrite un orgue construit en 1853 par Louis Bonn, facteur d'orgue bavarois immigré en France. Classé monument historique en 1991, il a été rénové en 1994 et relevé (dépoussiérage complet) en 2019. C'est le seul instrument de ce facteur d'orgue jamais modifié depuis sa construction.

#### Halles
Leur construction remonte aux origines de la ville. Elles ont été modifiées au XIXe siècle. Un vaste projet de restauration a été conduit par la municipalité en 2013 qui a permis de refaire à neuf la couverture, de consolider la charpente et de restaurer le niveau originel du sol.

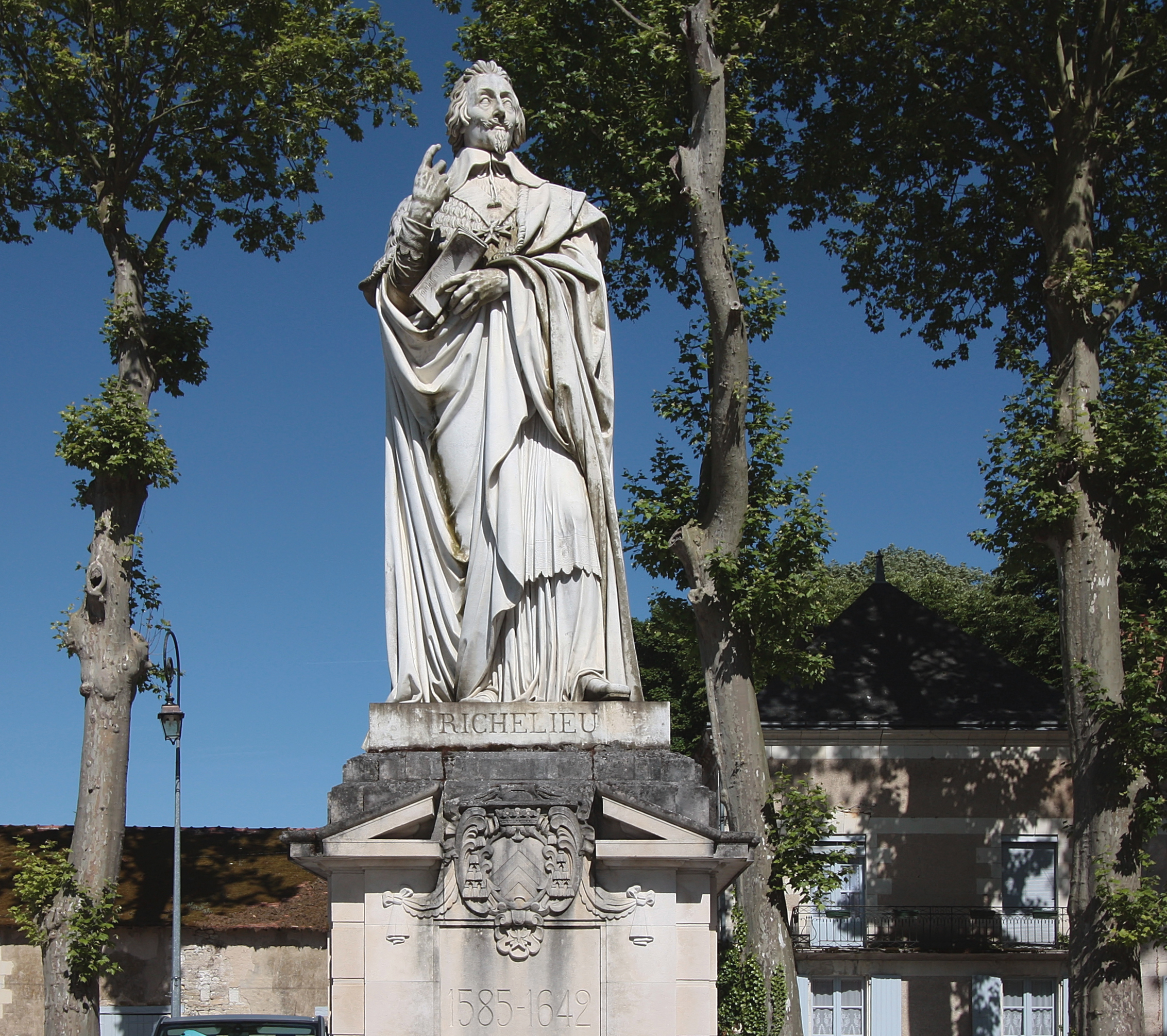
Statue du cardinal de Richelieu.
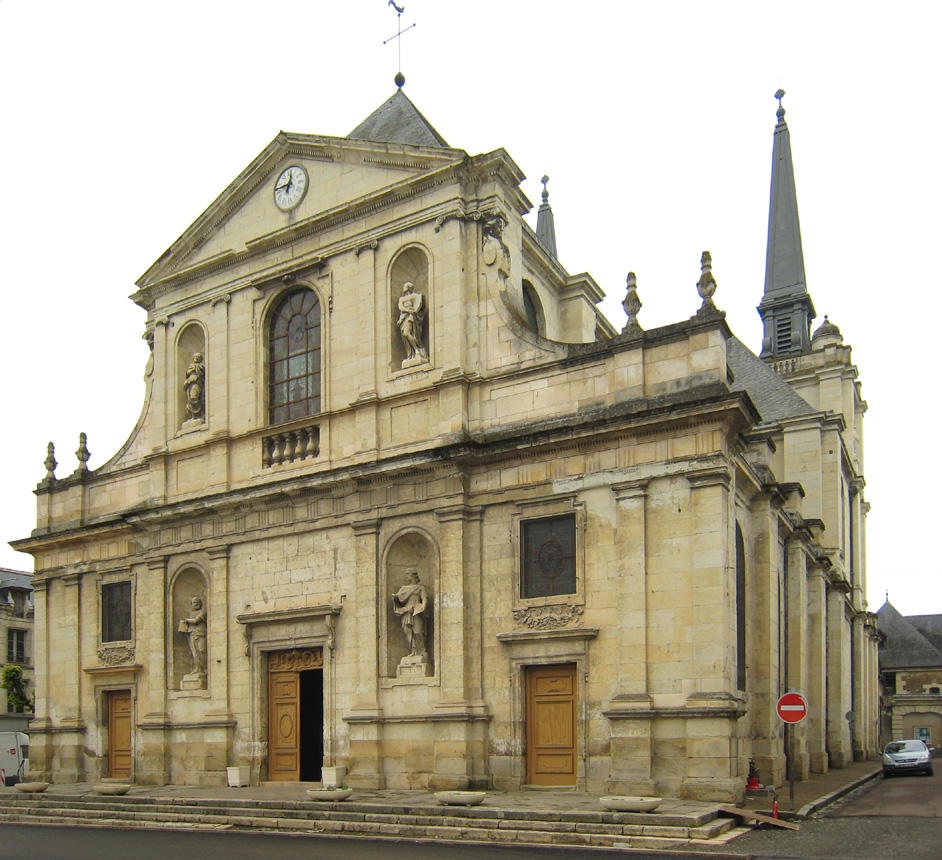
Église Notre-Dame.
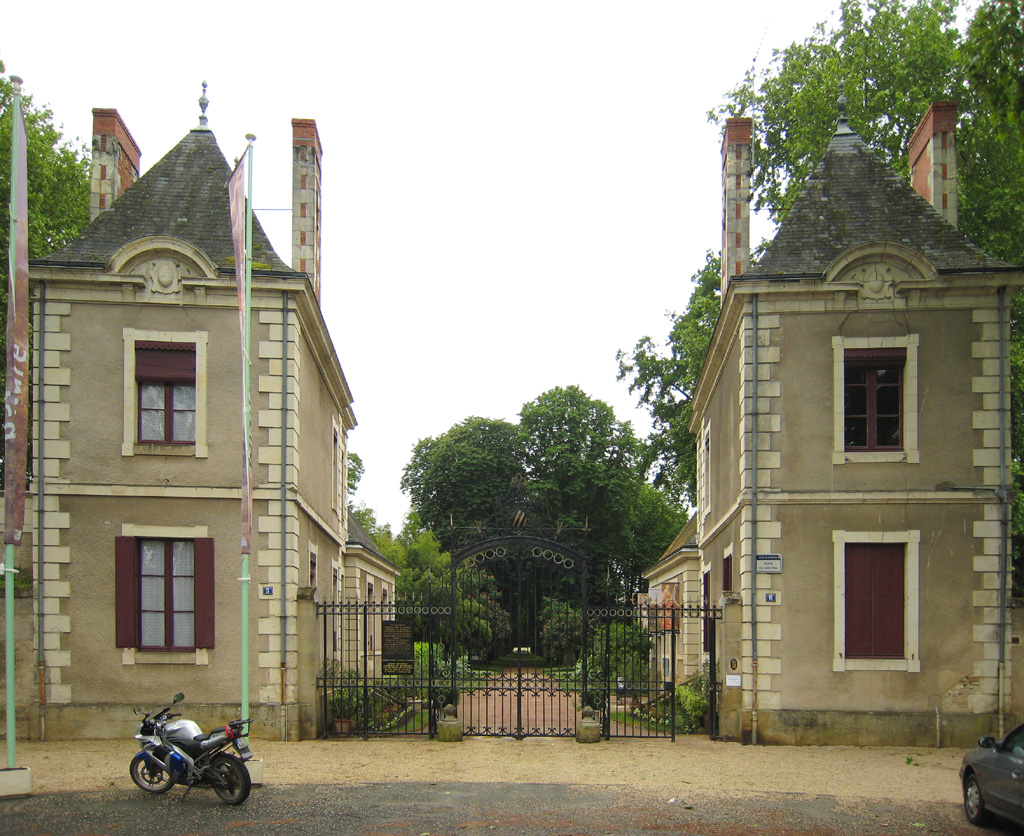
Entrée du parc.
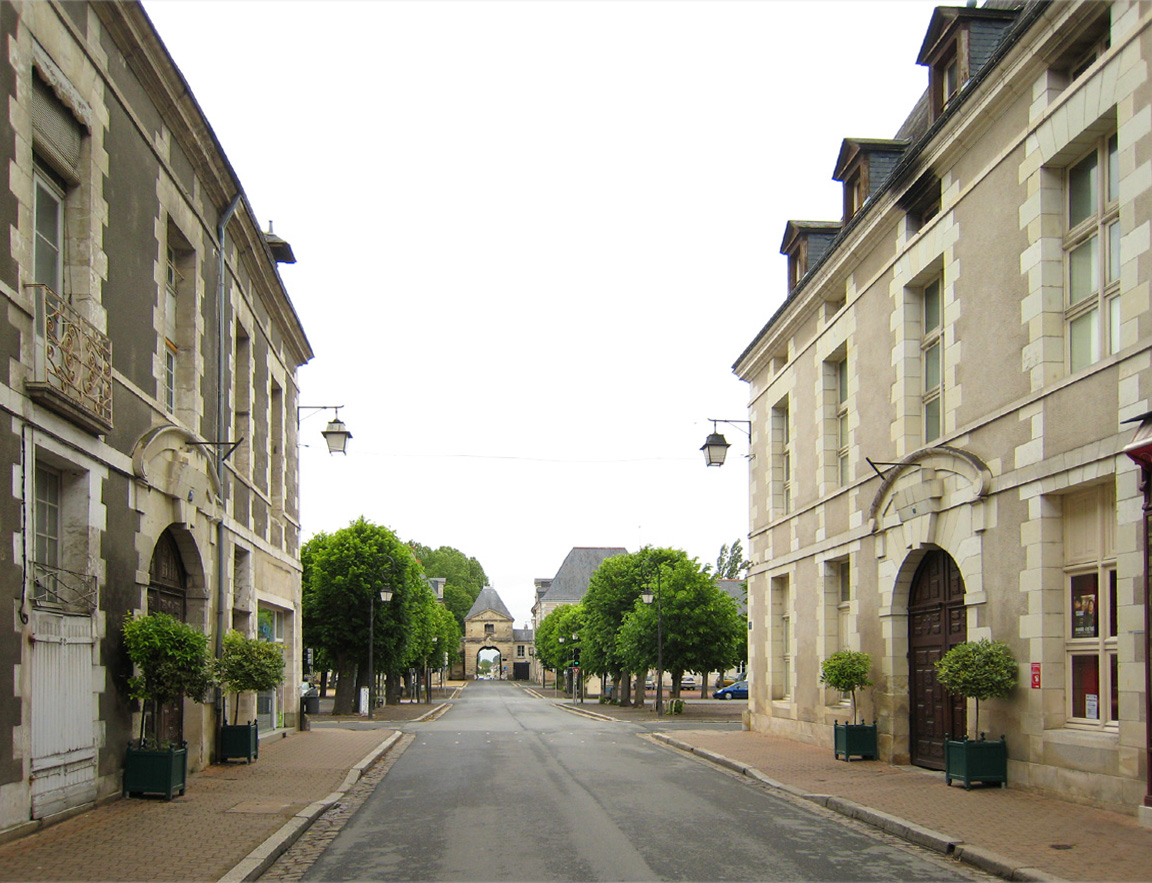
Grand Rue.

### Jumelages
- Richelieu (Canada)
- Schaafheim (Allemagne)
- Luçon (France)
- Wuzhen (Chine).

### Festivals
Cape et Épée : Depuis 1997, la ville de Richelieu organise une année sur deux un festival de Cape et d’Épée soutenu par le Conseil Départemental d’Indre-et-Loire. Près de trois cents acteurs, professionnels ou amateurs, costumés à la manière du XVIIe siècle, défilent, se promènent ou se battent en pleine rue, recréant le temps d'un week-end la vie du Grand Siècle. Agrémenté d'animations de fauconnerie, d'escrime, de cavalerie, et ateliers d'époque, chacun joue le jeu de faire des révérences, longue robe à la main, au passage du cardinal.
Musique de Richelieu : Crée en 2007 par son directeur artistique festival Nicolas Boyer. Le festival a pour but de promouvoir la musique baroque. Le festival se tient chaque année dans plusieurs lieux différents : le Dôme du parc de Richelieu, les Halles de la ville ou encore à la Salle du Rond-Point, à La Varenne.
Cinéma Chinois : Depuis 2018 et tous les deux ans, au mois d'août, la ville, Joëlle et Pierre Uytterhoeven organisent le festival de cinéma chinois, afin de mieux faire connaitre la Chine d'aujourd'hui. Cet événement est parrainé et soutenu par Claude Lelouch. Il s'organise toujours autour d'un thème principal :Thriller, Amour...
Richelieu en Arts : De juin à septembre la ville de Richelieu organise l'opération « Richelieu en Arts », visant à valoriser l'artisanat d'art et à promouvoir ses métiers. La ville accueille les artisans d'art installés dans des boutiques éphémères situées autour de la place du Marché. La "Nuit des Artisans d'Arts", qui a lieu au mois d'août, a pour vocation de mettre en avant l'artisanat local. C'est pourquoi à cette occasion les artisans présentent leur savoir-faire, leur métier ainsi que leurs œuvres en partenariat avec un artisan de bouche installé à proximité. Cette opération est réalisée en partenariat avec l'Institut National des Métiers d'Art, Atelier d'Art de France, la Chambre des Métiers et de l'Artisanat d'Indre-et-Loire, le Conseil régional Centre-Val de Loire, le Conseil départemental d'Indre-et-Loire.

### Personnalités liées à la commune

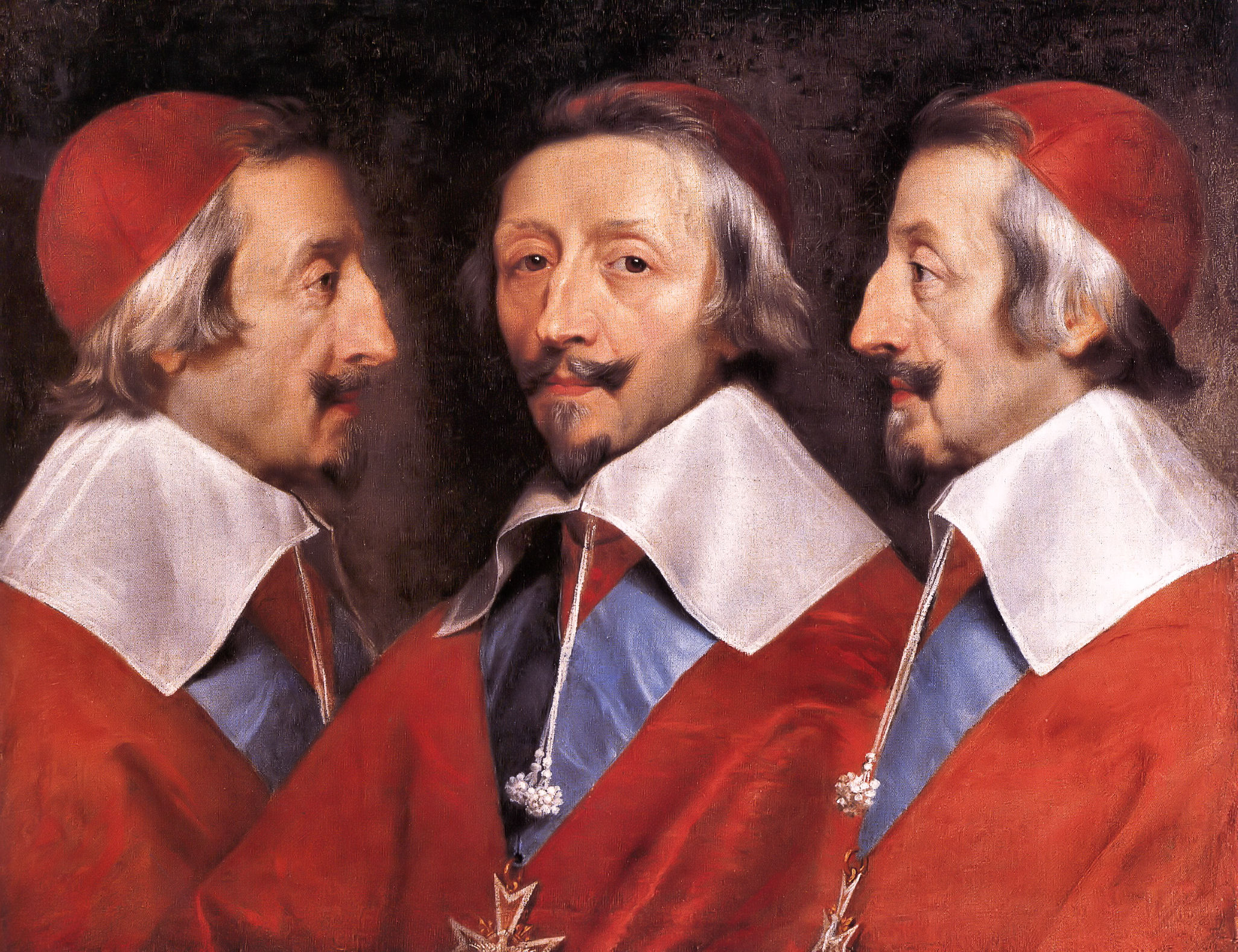
Le cardinal de Richelieu.

- Armand Jean du Plessis de Richelieu (1585-1642), cardinal-duc de Richelieu et de Fronsac, pair de France, principal-ministre de Louis XIII ;
- Vincent de Paul (1581-1660), prêtre catholique, canonisé en 1737, appelé par le cardinal en 1638 pour fonder une mission de Lazaristes et soutenir les sœurs de la charité pour soigner les malades. Il officia à Richelieu jusqu'en 1640.
- Nicolas Prévost (1604-1670), peintre français, mort à Richelieu le 6 février 1670.
- Bertrand Poirier de Beauvais, né en 1750 à Richelieu et mort à Chinon en 1826, militaire français et officier vendéen ayant participé à la Virée de Galerne.
- Armand Jahan de Belleville (1769-1857), administrateur, maire de Richelieu, préfet des Hautes-Pyrénées, puis de la Charente.
- Jules Chevalier (1824-1907), prêtre catholique, fondateur de la communauté religieuse des missionnaires du Sacré-Cœur. Né à Richelieu, le 15 mars 1824. La rue dans laquelle il est né porte son nom.
- Georges David (1878-1963), auteur français, y est né.
- Lionel Cottet, homme politique français, y est né en 1921.

### Héraldique
| Blason de Richelieu | Les armes de Richelieu se blasonnent ainsi : Écartelé: aux 1er et 4e de gueules à plain, aux 2e et 3e d'or à la fasce de gueules; à la bande d'or brochant sur le tout. |